# Nafría de Ucero
Nafría de Ucero est une commune espagnole de la province de Soria en Castille-et-León.